# 로버트 프랭크
로버트 프랭크(Robert Frank, 1924년 11월 9일 ~ 2019년 9월 9일)는 미국의 사진가이다. 스위스 취리히 출생으로, 1947년 미국으로 이주하여 1958년 대표작인 〈미국인들〉(Les Américains)을 발표하여 후속 사진가에 큰 영향을 주었다.